# Cremastocheilus obliquus
Cremastocheilus obliquus är en skalbaggsart som beskrevs av Thomas Casey 1915. Cremastocheilus obliquus ingår i släktet Cremastocheilus och familjen Cetoniidae. Inga underarter finns listade i Catalogue of Life.